# Crocodylus anthropophagus
Crocodylus anthropophagus là một loài cá sấu đã tuyệt chủng từ Plio-Pleistocene đã sinh sống ở Tanzania. Nó đã sinh sống 1,84 triệu năm về trước.
Crocodylus anthropophagus đầu tiên được đặt tên bởi Christopher A. Brochu, Jackson Njau, Robert J. Blumenschine và Llewellyn D. Densmore trong năm 2010. Tên cụ thể là từ anthropophagus từ tiếng Hy Lạp "Nhân chủng học" có nghĩa là "con người" và tiếng Hy Lạp "phagos" có nghĩa là "ăn", trong tài liệu tham khảo các bằng chứng loài cá sấu này ăn thịt người sơ khai.
Loài này phân bố ở Olduvai Gorge ở các miền bắc Tanzania. Địa phương kiểu của nó là gần các địa phương cho các động vật họ người Homo habilis và Paranthropus boisei.